# Zamieć śnieżna
Zamieć śnieżna – przenoszenie śniegu przez wiatr, bez równoczesnego opadu śniegu. Zamiecie powodują przenoszenie śniegu tworząc zaspy nieraz o dużych wysokościach pomimo średnio niewielkiej pokrywy śnieżnej.
W azjatyckiej części Rosji i Kazachstanie zamieć śnieżna znana jest pod nazwą buran, a w tajdze purga. W Stanach Zjednoczonych jest to blizzard (na Alasce burga).

## Podział

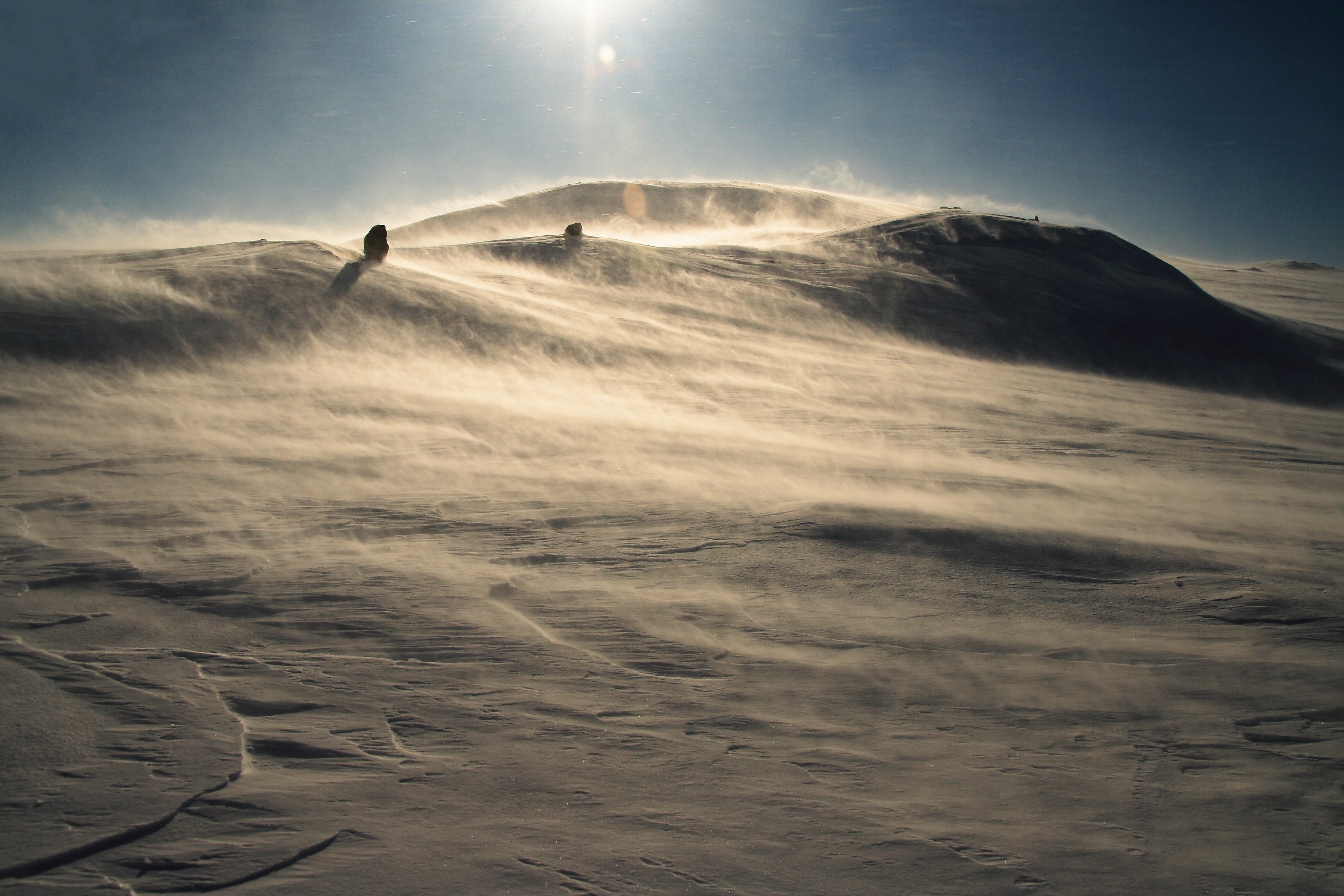
Zamieć śnieżna niska przy bezchmurnej pogodzie. Płaskowyż Hardangervidda, Norwegia.

Intensywność zamieci śnieżnej jest wypadkową: ukształtowania terenu, natężenia opadu, porywistości wiatru, siły wiatru, kształtu oraz wielkości kryształków śniegu, temperatury powietrza, wilgotności powietrza. Można wyróżnić podział zamieci śnieżnej uwzględniający:
- Ukształtowanie terenu: zamieć na terenie płaskim, zamieć na terenie pagórkowatym, zamieć w obszarach górskich.
- Siła wiatru:
  - słaba: prędkość wiatru poniżej 10 m/s
  - umiarkowana: prędkość wiatru 10 - 20 m/s
  - silna: prędkość wiatru 20 -30 m/s
  - bardzo silna: prędkość wiatru 30 - 40 m.s
  - ekstremalnie silna: 40 - 90 m/s
- Wysycenie powietrza śniegiem: zamieć śnieżna nienasycona, zamieć śnieżna nasycona.
- Wysokość unoszenia kryształów śniegu: zamieć śnieżna niska, zamieć śnieżna wysoka.
  - zamieć śnieżna niska (ang. low snow drift) – podnoszony przez wiatr śnieg przesłania lub przykrywa niskie przeszkody. Natomiast widoczność na wysokości oczu obserwatora (ok. 1,5 m) jest lekko obniżona.

 zamieć niska słaba lub umiarkowana,  zamieć niska silna.
- zamieć śnieżna wysoka – podnoszony przez wiatr śnieg na dużą wysokość, niekiedy przesłania Słońce oraz niebo. Widoczność na wysokości oczu obserwatora (ok. 1,5 m) w zależności od natężenia zamieci jest bardzo obniżona.

 zamieć wysoka słaba lub umiarkowana,  zamieć wysoka silna.